# Vol plané (aéronautique)
Cet article concerne le vol des aérodynes. Pour le vol des animaux, voir Vol plané.
Le vol plané est un vol plus lourd que l'air qui ne fait pas usage d'une poussée ; le terme vol plané désigne également ce mode de vol chez les animaux Il est utilisé par les animaux planeurs et peut être utilisé par les avions tels que les planeurs. Ce mode de vol implique de parcourir une distance horizontale importante par rapport à sa descente et se distingue donc d'une descente principalement droite vers le bas comme pour un parachute rond. Il ne fait pas usage des ascendances thermiques, ni des ascendances de pente, ni des ascendances dynamiques, ce qui est le propre du vol à voile. Il ne fait pas usage d'un moteur, ce qui est le propre du vol motorisé.
Bien que l'application humaine du vol plané se réfère généralement aux avions conçus à cet effet, la plupart des avions motorisés sont capables de planer sans puissance moteur. Comme pour le vol soutenu, le vol à voile nécessite généralement l'application d'un profil aérodynamique, comme les ailes d'un avion ou d'un oiseau, ou la membrane glissante d'un opossum planeur. Cependant, le vol plané peut être réalisé avec une aile plate (non cambrée), comme pour un simple avion en papier, ou même pour un jeu de cartes lancées. Cependant, certains avions équipés de corps portants et certains animaux, comme le serpent volant, peuvent réaliser un vol plané sans ailes, en créant une surface aplatie en dessous d'eux.

## Aérodynes planeurs
La plupart des aérodynes peuvent planer dans une certaine mesure, mais il existe plusieurs types d'aérodynes conçus pour planer :
- Planeur, principalement destiné au vol à voile qui implique une poussée. Les premiers vols des planeurs n'étaient que des vols planés.
- Deltaplane. Ce type d'aérodyne dans lequel on oriente l'avion par le mouvement pendulaire du corps est maintenant connu sous les noms de hängegleiter en allemand, et hang glider en anglais, ce que l'on appelle un peu imprudemment en français « deltaplane » (marque déposée). Le hängegleiter des débuts du vol sans moteur a perdu une certaine importance avec l'introduction du gauchissement des ailes en 1902 par les frères Wright, puis le contrôle des ailerons. Beaucoup de prototypes de planeurs seront des hängegleiter.
- Parapente
- Speed riding
- Parachute
- Cerf-volant à rotor, s'il n'est pas attaché, connu sous le nom de planeur rotatif ou gyroglider.
- Planeur militaire: le planeurs de troupes étaient souvent considérés comme d'énormes remorques aériennes lourdement chargées destinées à réaliser ni plus ni moins que des vols planés et si possible des atterrissages sans douleurs. Les planeurs de troupes pouvaient toutefois aussi réaliser des performances de vol à voile[3].
- Avion de papier
- Planeur radiocommandé
- Avion-fusée
- Wingsuit

La principale application humaine du vol plané est actuellement récréative, bien que pendant la Seconde Guerre mondiale, des planeurs militaires aient été utilisés pour transporter des troupes et du matériel au combat. Les types d'avions utilisés pour le sport et les loisirs sont classés en planeurs, deltaplanes et parapentes . Ces deux derniers types sont souvent lancés à pied. La conception des trois types leur permet de grimper à plusieurs reprises en utilisant l'air ascendant (vol à voile), puis de planer avant de trouver la prochaine source de portance. Pour les avions lancés à pied, on parle de deltaplane et de parapente. Les planeurs radiocommandés à ailes fixes sont également pilotés par les passionnés.
En plus des motoplaneurs, certains avions motorisés sont conçus pour des vols planés de routine pendant une partie de leur vol ; généralement lors de l'atterrissage après une période de vol propulsé. Ceux-ci inclus:
- Avions expérimentaux (en) tels que le North American X-15, qui sont retombés après avoir épuisé leur carburant
- Des engins spatiaux tels que les navettes spatiales, SpaceShipOne et le Bourane russe

Certains avions ne sont pas conçus pour planer sauf en cas d'urgence, comme une panne moteur ou une panne de carburant. Voir aussi la liste de vols de compagnie aériennes régulière ayant nécessité un vol plané (en). Le vol plané en hélicoptère s'appelle l'autorotation.

## Histoire
Les premiers vols réalisés par l'homme sur des machines plus lourdes que l'air, n'étaient que des vols planés. Otto Lilienthal à Rhinow pouvait ainsi faire des vols de 250 mètres maximum. D'après Walter Georgii (en), le vol à voile est né le 18 août 1922, lors de la troisième réunion de la Rhön, sur la Wasserkuppe, lorsqu'Arthur Martens a effectué le premier vol sans moteur de plus d'une heure (1:06h). s'élevant à 108 m ; Arthur Martens a utilisé une technique suggérée par Georgii, le directeur du département de recherche de la Rhon-Rossitten Gesellschaft, d'utiliser les masses d'air ascendante près de la pente, face aux vents dominants, et devant la pente faire de larges figures en 8, une technique aujourd'hui très répandue.

## Les forces

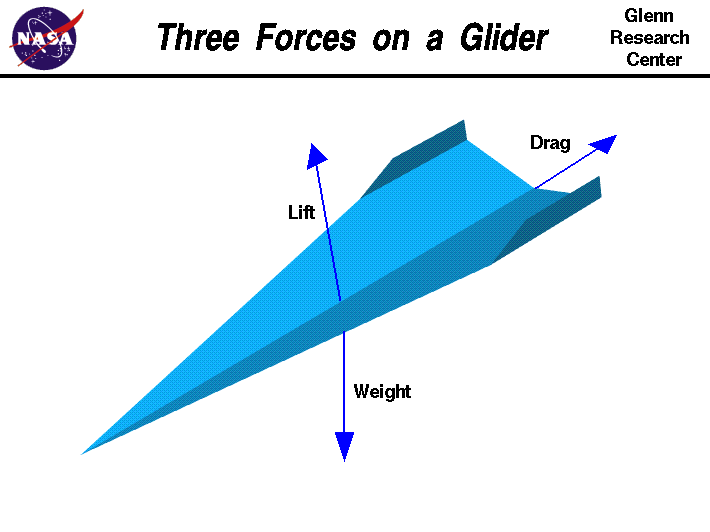
Forces exercées sur un animal planeur ou un aéronef en vol

Trois forces principales agissent sur les avions et les animaux lors du vol plané:
- poids – la gravité agit vers le bas
- portance – agit perpendiculairement au vecteur représentant la vitesse
- traînée – agit parallèlement au vecteur représentant la vitesse

Lorsque l'avion ou l'animal descend, l'air se déplaçant au-dessus des ailes génère de la portance. La force de portance agit légèrement en avant de la verticale car elle est créée perpendiculairement au flux d'air qui vient légèrement du dessous lorsque le planeur descend (voir incidence). Cette composante horizontale de la portance est suffisante pour vaincre la traînée et permet au planeur d'accélérer vers l'avant. Même si le poids fait descendre l'avion, si l'air monte plus vite que le taux de chute, il y aura un gain d'altitude.

## Lift/Drag ratio

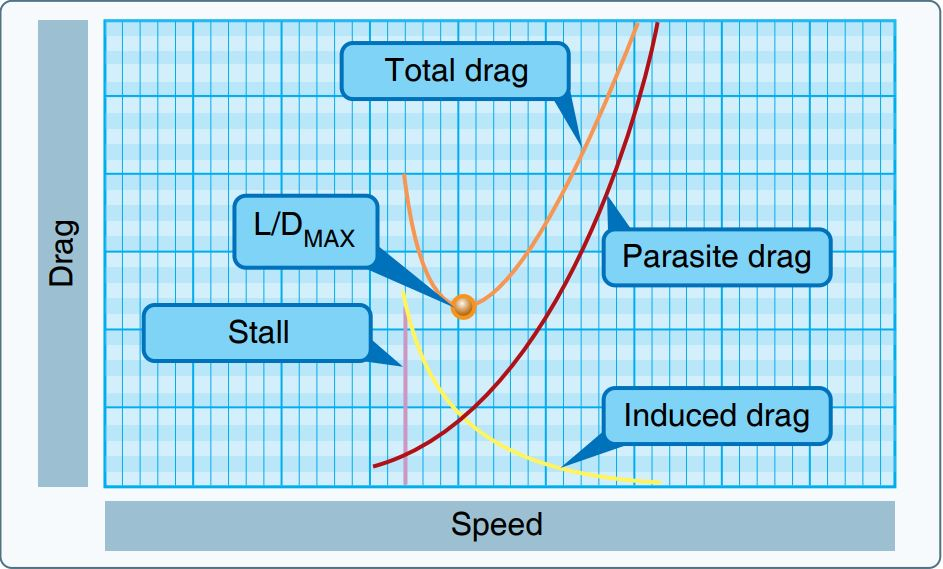
traînée contre vitesse. L/D ratioMAX se produit à la traînée totale minimale (par exemple, parasite plus induit)

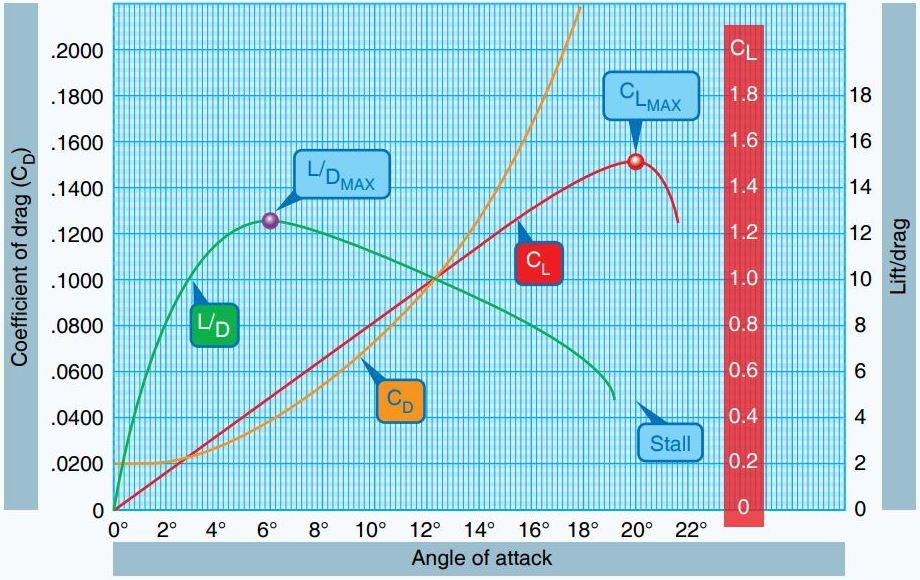
Coefficients de traînée et de portance en fonction de l'angle d'attaque. La vitesse de décrochage correspond à l'angle d'attaque au coefficient de portance maximum

La finesse, (lift-to-drag ratio ou L/D ratio, rapport de la portance à la traînée), est la quantité de portance générée par une aile ou un véhicule, divisée par la traînée qu'il crée en se déplaçant dans les airs. Un L/D ratio plus élevé ou plus favorable est généralement l’un des principaux objectifs de la conception des avions ; étant donné que la portance nécessaire à un avion particulier est déterminée par son poids, fournir cette portance avec une traînée plus faible conduit directement à une meilleure économie de carburant et à de meilleures performances de montée.
L'effet de la vitesse sur le taux de descente peut être représenté par une courbe polaire (en) . Ces courbes montrent la vitesse à laquelle une chute minimale peut être obtenue et la vitesse avec le meilleur L/D ratio. La courbe est en forme de U inversé. À mesure que les vitesses diminuent, la portance diminue rapidement autour de la vitesse de décrochage. Le sommet du « U » correspond à la traînée minimale.
Comme la portance et la traînée sont toutes deux proportionnelles au coefficient de portance et de traînée respectivement multiplié par le même facteur (1/2 ρ air v2S), le L/D ratio peut être simplifié au coefficient de portance divisé par le coefficient de traînée ou Cl/Cd, et comme les deux sont proportionnels à la vitesse, le L/D ratio ou Cl/Cd est alors généralement tracé en fonction de l'angle d'attaque.

## Traînée
La traînée induite est causée par la génération de portance par l'aile. La portance générée par une aile est perpendiculaire au vent relatif, mais comme les ailes volent généralement sous une petite incidence, cela signifie qu'une composante de la force est dirigée vers l'arrière. La composante vers l'arrière de cette force (parallèle au vent relatif) est considérée comme la traînée. À basse vitesse, un avion doit générer une portance avec une incidence plus élevé, ce qui entraîne une plus grande traînée induite. Ce terme domine le côté basse vitesse du graphique de traînée, le côté gauche du U.
La traînée de profil (en) est causée par l'air qui frappe l'aile et d'autres parties de l'avion. Cette forme de traînée, également connue sous le nom de trainée, varie avec le carré de la vitesse (voir équation de traînée (en) ). Pour cette raison, la traînée de profil est plus prononcée à des vitesses plus élevées, formant le côté droit de la forme en U du graphique de traînée. La traînée du profil est réduite principalement en réduisant la section transversale et en fuselant.
À mesure que la portance augmente régulièrement jusqu'à l'angle critique, c'est normalement le point où la traînée combinée est la plus basse que l'aile ou l'avion fonctionne à son meilleur L/D ratio.
Les concepteurs sélectionnent généralement une conception d'aile qui produit un pic L/D ratio à la vitesse de croisière choisie pour un avion motorisé à voilure fixe, maximisant ainsi l'économie. Comme pour tout ce qui concerne l'ingénierie aéronautique, le L/D ratio/traînée n'est pas le seul facteur à prendre en compte dans la conception des ailes. Les performances sous un angle d'attaque élevé et un décrochage en douceur sont également importantes.
La réduction de la traînée présente un intérêt particulier dans la conception et le fonctionnement de planeurs à haute performance, dont le plus grand peut avoir une finesse (glide ratio) proche de 60 pour 1, bien que de nombreux autres aient des performances inférieures ; 25:1 étant considéré comme adéquat pour une utilisation en formation.

## Finesse (glide ratio)
Lorsqu'il vole à une vitesse constante dans un air calme, un planeur avance d'une certaine distance sur une certaine distance vers le bas. Le rapport entre la distance vers l'avant et vers le bas est appelé finesse (glide ratio). La finesse (glide ratio, E) est numériquement égale à la finesse L/D ratio dans ces conditions ; mais n'est pas nécessairement égal lors des autres manœuvres, surtout si la vitesse n'est pas constante. La finesse d'un planeur varie en fonction de la vitesse, mais il existe une valeur maximale qui est fréquemment citée. La finesse (glide ratio) varie généralement peu en fonction du chargement du véhicule ; un véhicule plus lourd glisse plus vite, mais conserve presque sa finesse .
La finesse (glide ratio) est la cotangente de l'angle vers le bas, l'angle de plané (glide angle, γ). Alternativement, il s'agit également de la vitesse d'avancement divisée par la vitesse de chute (avion non motorisé) :
{\displaystyle {L \over D}={{\Delta s} \over {\Delta h}}={v_{\text{forward}} \over v_{\text{down}}}}
La finesse (Glide number, ε) est l'inverse de la finesse mais parfois elle est confuse.

## Exemples
| Flight article                          | Scenario                                                                                         | L/D ratio/ Glide ratio                          |
| --------------------------------------- | ------------------------------------------------------------------------------------------------ | ----------------------------------------------- |
| ETA (planeur)                           | Vol plané                                                                                        | 70                                              |
| Frégate du Pacifique                    | Vol à voile au dessus de l'océan                                                                 | 15–22 at typical speeds                         |
| Hang glider                             | Vol plané                                                                                        | 15                                              |
| Air Canada Flight 143 (Gimli Glider)    | Boeing 767–200 lorsque tous les moteurs sont tombés en panne en raison d'une panne de carburant. | 12~                                             |
| Vol British Airways 009                 | Boeing 747-200B when all engines failed due to volcanic ash                                      | 15~                                             |
| Parapente                               | Modèle haute performance                                                                         | 11                                              |
| Hélicoptère                             | en autorotation                                                                                  | 4                                               |
| Powered parachute                       | avec un parachute rectangulaire ou elliptiqu                                                     | 3.6/5.6                                         |
| Space Shuttle                           | approche non motorisée depuis l'espace après la rentrée                                          | 4.5                                             |
| Wingsuit                                | En vol plané                                                                                     | 3                                               |
| Hypersonic Technology Vehicle 2         | Estimation du glissement hypersonique à l'équilibre                                              | 2.6                                             |
| Grand polatouche                        | Vol plané                                                                                        | 1.98                                            |
| Petaurus breviceps (possum)             | Vol plané                                                                                        | 1.82                                            |
| Navette spatiale américaine             | Supersonic                                                                                       | 2 (à Mach 2.5)                                  |
| Navette spatiale américaine             | Hypersonic                                                                                       | 1.8 (à Mach 5), 1 (over Mach 9)                 |
| Module de commande et de service Apollo | Transonic                                                                                        | 0.50 (à Mach 1.13)                              |
| Module de commande et de service Apollo | Rentrée et hypersonique                                                                          | 0.368 avg (avant le 1er pic g), 0.41 (à Mach 6) |

## Importance de la finesse (glide ratio) en vol plané

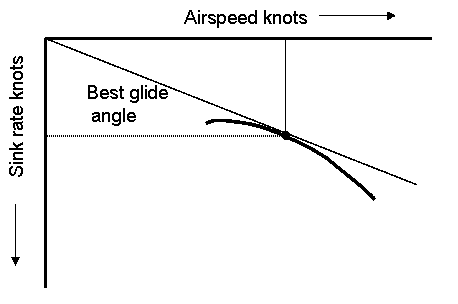
Courbe polaire montrant l'angle de plané (glide angle) pour la meilleure finesse (L/D ratio). Il s’agit de l’angle de plané le plus plat possible en air calme, ce qui maximisera la distance parcourue. Cette vitesse (ligne verticale) correspond au point tangent à une droite partant de l'origine du graphique. Un planeur volant plus vite ou plus lentement que cette vitesse parcourra moins de distance avant d'atterrir,.

Bien que la meilleure finesse (glide ratio) soit importante pour mesurer les performances d'un avion en vol plané, sa finesse dans une plage de vitesses détermine également son succès (voir article sur le vol à voile ).
Les pilotes volent parfois au meilleur L/D ratio de l'avion en contrôlant avec précision la vitesse et en actionnant les commandes en douceur pour réduire la traînée. Cependant, la force du prochain lift probable, minimisant le temps passé dans un air fortement descendant (ascendant) et la force du vent, affecte également la vitesse de vol optimale. Les pilotes volent plus vite pour traverser rapidement l'air ascendant, et lorsqu'ils se dirigent vers le vent pour optimiser l'angle de plané (glide angle) par rapport au sol. Pour atteindre une vitesse plus élevée à travers la campagne, les planeurs sont souvent chargés de ballast d'eau pour augmenter la vitesse et ainsi atteindre la zone de portance suivante plus tôt. Cela a peu d'effet sur l'angle de plané (glide angle) puisque les augmentations du taux de chute et de la vitesse restent proportionnelles et donc l'avion le plus lourd atteint un L/D ratio optimal à une vitesse plus élevée. Si les zones de portance sont fortes ce jour-là, les avantages du ballast l'emportent sur le ralentissement du taux de montée.
Si l’air monte plus vite que le taux de chute, l’avion montera. À des vitesses inférieures, un avion peut avoir une finesse (glide ratio) moins bonne, mais il aura également un taux de chute plus faible. Une faible vitesse améliore également sa capacité à tourner étroitement au centre du lift (en) là où le taux de montée est le plus élevé. Un taux de chute d'environ 1,0 m/s est le maximum qu'un deltaplane ou un parapente pratique pourrait avoir avant de limiter les occasions de montée possibles uniquement en cas de forte ascendance de l'air. Les planeurs ont des taux de chute minimum compris entre 0,4 et 0,6 m/s selon la classe. Les avions tels que les avions de ligne peuvent avoir une meilleure finesse qu'un deltaplane, mais seraient rarement capables d'effectuer du thermique en raison de leur vitesse d'avancement beaucoup plus élevée et de leur taux de chute beaucoup plus élevé. (Le Boeing 767 lors de l'incident du Gimli Glider a atteint une finesse de seulement 12:1).
La perte d'altitude peut être mesurée à plusieurs vitesses et tracée selon une « courbe polaire (en) » pour calculer la meilleure vitesse pour voler dans diverses conditions, comme lorsque l'on vole face au vent ou dans un air qui coule. D'autres courbes polaires peuvent être mesurées après avoir chargé le planeur avec du lest d'eau. À mesure que la masse augmente, la meilleure finesse est obtenue à des vitesses plus élevées (la finesse (glide ratio)n'est pas augmentée).